# Kensington Oval

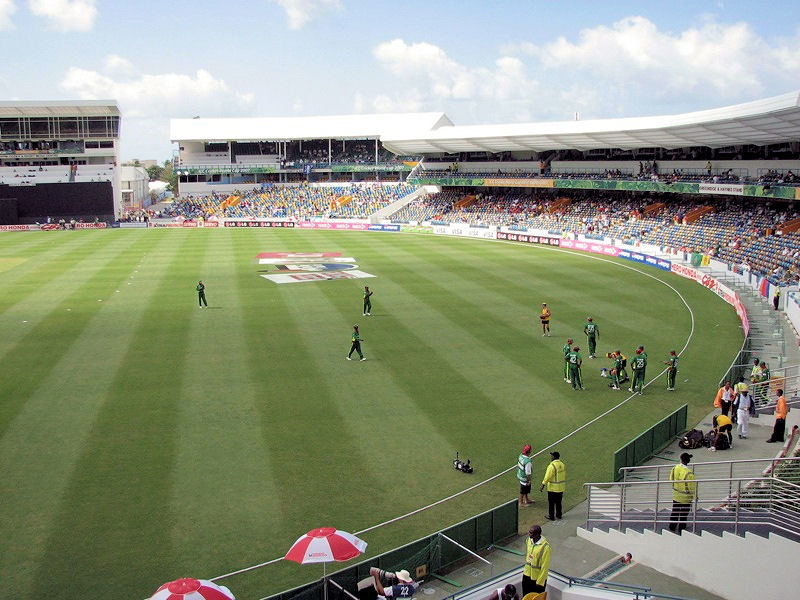
Kensington Oval.

Kensington Oval är en sportanläggning väster om Bridgetown på Barbados. Anläggningen används främst för cricket.